# Rodica Iordanov
Iordanca-Rodica Iordanov (ur. 3 listopada 1976) – mołdawska prawnik i urzędniczka państwowa, od 2022 minister środowiska.

## Życiorys
W 1998 uzyskała stopień Bachelor of Arts z politologii i prawa międzynarodowego w ramach jednego z kampusów Syracuse University. Następnie ukończyła kurs na Maastricht University, a w 2001 uzyskała magisterium z prawa cywilnego na Państwowym Uniwersytecie Mołdawskim. W 2007 doktoryzowała się w zakresie prawa ochrony środowiska w ramach instytutu historii, państwa i prawa Mołdawskiej Akademii Nauk. Od 1998 wykładała na wydziale prawa Państwowego Uniwersytetu Mołdawskiego. Przez 11 lat była mołdawskim koordynatorem organizacji pozarządowej Milieukontakt International, zajmującej się kwestiami zrównoważonego rozwoju, pracowała też jako menedżer projektów. Następnie od 2013 do 2021 pozostawała dyrektorem wykonawczym stowarzyszenia EcoContakt.
W 2021 objęła stanowisko sekretarza stanu w ministerstwie środowiska w ramach rządu Natalii Gavrilițy (jako bezpartyjna). Po rezygnacji minister Iuliany Cantaragiu 16 listopada 2022 objęła kierownictwo tego resortu. Pozostała na stawnowisku w powołanym w lutym 2023 gabinecie Dorina Receana.